# Die Stem van Suid-Afrika
Die Stem van Suid-Afrika est un ancien hymne national d'Afrique du Sud utilisé à ce titre de facto à partir de 1928 et de jure entre 1957 et 1997.
Die Stem est à l'origine un poème écrit en 1918 par Cornelius Jacob Langenhoven (1873-1932). La mélodie a été composée en 1921 par Marthinus Lourens de Villiers (1885-1977).
D'abord considéré, à partir de 1928, comme un hymne officiel d'Afrique du Sud et joué au côté du God Save the King, il est élevé au rang d'hymne national d'Afrique du Sud en mai 1957 avant de partager ce statut en avril 1994 avec Nkosi Sikelel'iAfrika.
Depuis la fusion de ces deux hymnes en 1997, il ne constitue plus que la seconde partie de l'hymne national d'Afrique du Sud et est chanté en afrikaans et en anglais.

## Historique

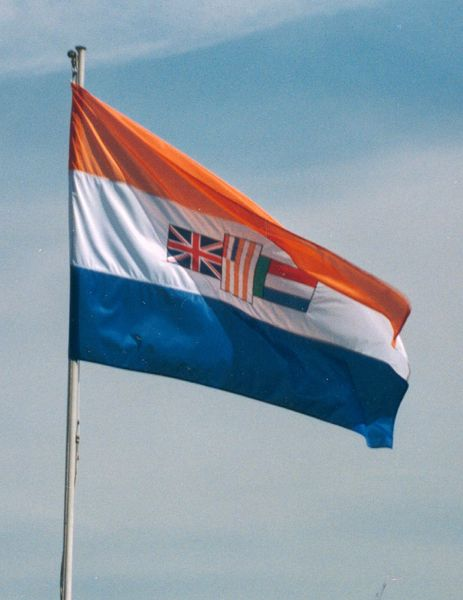
Le drapeau sud-africain contemporain de l'époque où Die Stem van Suid-Afrika était l'unique hymne national de cette dernière

En mai 1918, l'écrivain C.J. Langenhoven avait écrit un poème en afrikaans intitulé "Die Stem" qui avait rencontré un grand succès. Les autorités, à la recherche d'un hymne officiel pour l'Afrique du Sud, décidèrent de le faire mettre en musique et une mélodie, composée par le révérend Marthinus Lourens de Villiers, fut retenue en 1921 puis diffusée par la South African Broadcasting Corporation dans ses émissions quotidiennes au côté du  "God Save The King".
Joué pour la première fois le 31 mai 1928 à l'occasion de l'inauguration au Cap du nouveau drapeau tricolore sud-africain (drapeau de l'Union), Die Stem allait acquérir de facto un statut officiel sur les ondes radiophoniques.
En 1936, après une vaste consultation publique, la puissante Fédération des organisations culturelles afrikaans recommanda que Die Stem soit reconnu comme hymne national d'Afrique du Sud. Joué à l'ouverture des sessions parlementaires, le gouvernement lui accordait de facto le statut de co-hymne national au côté de God Save the King. Toutefois, ce statut ne lui était pas légalement accordé du fait qu'il n'était chanté qu'en afrikaans et ignorait l'anglais, la seconde langue officielle d'Afrique du Sud.
Lors du centenaire du Grand Trek, chaque commémoration était l'occasion de démontrer la popularité de Die Stem, plébiscitée au sein de la communauté Afrikaner.
En 1952, ses paroles étaient enfin adoptées et chantées en anglais (The Call of South Africa). Plus rien ne s'opposait dès lors à ce qu'une loi ne lui accordât le statut légal d'hymne national.
Le 2 mai 1957, le God Save The Queen perdait tout statut officiel et Die Stem était proclamé officiellement comme le seul hymne national d'Afrique du Sud.
Le poème n'avait à l'origine que trois couplets mais un quatrième abordant un thème religieux avait été ajouté plus tard à la demande du gouvernement. Le texte du poème évoque principalement l'engagement envers la mère patrie et Dieu. En pratique, c'était principalement le premier couplet de "Die Stem van Suid-Afrika" qui était chanté, souvent dans les deux langues officielles du pays (voire parfois le premier couplet en afrikaans et le second couplet en anglais).
Très populaire dans la population blanche, en particulier chez les Afrikaners, l'hymne national sud-africain était cependant associé, par les Sud-Africains noirs, aux symboles triomphants de la domination blanche.
Contesté par l'ANC, il n'était plus joué lors des représentations internationales des équipes sportives d'Afrique du Sud entre 1992 et 1994 alors que se négociait la fin de l'Apartheid entre le gouvernement de Frederik de Klerk et le mouvement de Nelson Mandela. Dans le cadre de ces négociations et de la mise en place d'une constitution transitoire, la Commission des emblèmes nationaux avait recommandé en octobre 1993 que "Die Stem van Suid-Afrika" et le populaire chant africain Nkosi Sikelel'iAfrika soient tous deux reconnus avec le statut d'hymne national d'Afrique du Sud. Le 15 mars 1994, cette recommandation avait été approuvée par le Conseil exécutif de transition puis ratifiée par le Président de l’État de la République d'Afrique du Sud, Frederik de Klerk, le 20 avril 1994. "Die Stem van Suid-Afrika" partageait alors à égalité son statut d'hymne national avec Nkosi Sikelel'iAfrika (Dieu sauve l'Afrique), qui était depuis longtemps un hymne traditionnel utilisé par les mouvements d'opposition à l'apartheid. Les deux hymnes furent joués pour la première fois ensemble le 27 avril 1994 à minuit au moment où le pays inaugurait son nouveau drapeau national et que débutaient les premières élections au suffrage universel.
En pratique, Nkosi était joué en premier suivi par un pont qui mène au premier couplet de Die Stem. Cependant, la pratique à jouer conjointement deux hymnes était lourde et peu pertinente pour la construction d'une identité sud-africaine inclusive de toutes ses communautés. Un comité fut établi pour élaborer une version plus courte.
En 1997, après l'adoption d'une nouvelle constitution, un nouvel hymne hybride et fusionné est introduit, combinant «Nkosi Sikelel« iAfrika » et « Die Stem van Suid-Afrika », ce dernier ne constituant plus que la seconde partie de l'hymne national. Seul le début du premier paragraphe est maintenu en afrikaans alors que la seconde partie est chantée en anglais dans une version réécrite par Jeanne Zaidel-Rudolph.

## Paroles
| Die Stem van Suid-Afrika (af) | The Call of South Africa (en) | La Voix de l'Afrique du Sud (traduit de l'afrikaans) (fr) |
| --- | --- | --- |
| Uit die blou van onse hemel, Uit die diepte van ons see, Oor ons ewige gebergtes Waar die kranse antwoord gee. Deur ons vêr verlate vlaktes Met die kreun van ossewa. Ruis die stem van ons geliefde, Van ons land Suid-Afrika. Ons sal antwoord op jou roepstem, Ons sal offer wat jy vra: Ons sal lewe, ons sal sterwe, Ons vir jou, Suid-Afrika. In die merg van ons gebeente, in ons hart en siel en gees, In ons roem op ons verlede, In ons hoop op wat sal wees. In ons wil en werk en wandel, Van ons wieg tot aan ons graf. Deel geen ander land ons liefde, Trek geen ander trou ons af. Vaderland, ons sal die adel, Van jou naam met ere dra: Waar en trou as Afrikaners, Kinders van Suid-Afrika. In die songloed van ons somer, in ons winternag se kou, In die lente van ons liefde, in die lanfer van ons rou. By die klink van huw'liksklokkies, by die kluit-klap op die kis. Streel jou stem ons nooit verniet nie, Weet jy waar jou kinders is. Op jou roep sê ons nooit nee nie, Sê ons altyd, altyd ja: Om te lewe, om te sterwe - Ja, ons kom, Suid-Afrika. Op U Almag vas vertrouend het ons vadere gebou: Skenk ook ons die krag, o Here! Om te handhaaf en te hou. Dat die erwe van ons vadere Vir ons kinders erwe bly: Knegte van die Allerhoogste, Teen die hele wêreld vry. Soos ons vadere vertrou het, Leer ook ons vertrou, o Heer: Met ons land en met ons nasie Sal dit wel wees, God regeer. | Ringing out from our blue heavens, From our deep seas breaking round, Over everlasting mountains, Where the echoing crags resound, From our plains where creaking wagons, Cut their trails into the earth, Calls the spirit of our country, Of the land that gave us birth. At thy call we shall not falter, Firm and steadfast we shall stand, At thy will to live or perish, O South Africa, dear land. In our body and our spirit, In our inmost heart held fast; In the promise of our future, And the glory of our past; In our will, our work, our striving, From the cradle to the grave There's no land that shares our loving, And no bond that can enslave. Thou hast borne us and we know thee, May our deeds to all proclaim Our enduring love and service To thy honour and thy name. In the golden warmth of summer, In the chill of winter's air, In the surging life of springtime, In the autumn of despair; When the wedding bells are chiming, Or when those we love do depart, Thou dost know us for thy children And dost take us to thy heart Loudly peals the answering chorus; We are thine, and we shall stand, Be it life or death, to answer To thy call, beloved land. In thy power, Almighty, trusting, Did our fathers build of old; Strengthen then, O Lord, their children To defend, to love, to hold- That the heritage they gave us For our children yet may be; Bondsmen only to the Highest And before the whole world free. As our fathers trusted humbly, Teach us, Lord to trust Thee still; Guard our land and guide our people In Thy way to do Thy will. | Du bleu de notre ciel, De la profondeur de notre mer, Au-dessus de nos montagnes éternelles Où les falaises retournent l'écho. À travers nos étendues désertes et lointaines Où résonne le gémissement des chariots, Frissonne la voix de notre bien-aimée, De notre pays l'Afrique du Sud. Nous répondrons à ton appel, Nous offrirons ce que tu demandes: Nous vivrons, ou nous mourrons, Nous pour toi, Afrique du Sud. Dans la moelle de nos os, Dans notre cœur, notre âme et notre esprit, Dans l'orgueil de notre passé, Dans notre espoir de ce qu'il sera Dans notre volonté, notre travail et notre exode, De notre berceau à la tombe Aucune autre terre ne partagera notre amour, Aucun autre mariage ne nous arrachera. Patrie, nous porterons la noblesse De ton nom avec honneur: Vrais et dévoués comme des Afrikaners, Des enfants de l'Afrique du Sud. Dans l'éclat rougeoyant de notre été, Dans la froideur de notre nuit d'hiver, Au printemps de notre amour, Dans le deuil de notre perte. Au son des cloches lors d'un mariage, Lorsque la terre recouvre le cercueil, Ta voix ne nous flattera jamais en vain, Tu sais où sont tes enfants. À ton appel nous ne dirons jamais non, Nous dirons toujours, toujours oui: Pour vivre, pour mourir - Oui, nous viendrons, Afrique du Sud Sur Ta Toute-Puissance en toute confiance nos pères ont construit: Donne-nous aussi la force, Ô Seigneur ! Pour préserver et garder. Que les legs de nos pères Pour nos enfants restent en héritage: Des serviteurs du Très-Haut, Libres face au Monde entier. Comme nos pères avaient la foi, Apprends-nous aussi à croire, Ô Seigneur: Avec notre pays et notre nation Tout ira bien, Dieu règne. |